# 같은 속옷을 입는 두 여자
같은 속옷을 입는 두 여자(The Apartment with Two Women)는 한국에서 제작된 김세인 감독의 2021년 영화이다. 임지호 등이 주연으로 출연하였다.
제26회 부산국제영화제에서 뉴 커런츠상을 수상했다.

## 출연

### 주연
- 임지호 : 이정 역
- 양말복 : 수경 역

### 조연
- 정보람 : 문소희 역
- 양홍주 : 종열 역
- 이유경 : 애정 역
- 최경준 : 박 차장 역
- 이양희 : 경석 역
- 권정은 : 소라 역
- 박희은 : 연경 역

### 단역
- 안수경 : 중학생 이정 역
- 문종훈 : 보험사 직원 1 역
- 이우정 : 보험사 직원 2 역
- 이호원 : 카센터 직원 역
- 고승범 : 키즈카페 아이 1 역
- 이주섭 : 키즈카페 아이 2 역
- 이지은 : 키즈카페 얼룩 엄마 역
- 김하진 : 키즈카페 원피스 엄마 역
- 김선율 : 키즈카페 아이 엄마 역
- 성미경 : 키즈카페 엄마 역
- 강영진 : 꽃등심 가게 점원 역
- 박성일 : 윙윙북스 대표 역
- 신정은 : 윙윙북스 대리 역
- 오은지 : 윙윙북스 김 사원 역
- 최선웅 : 윙윙북스 장 사원 역
- 김미영 : 좌훈방 가게 손님 1 역
- 최요운 : 좌훈방 가게 손님 2 역
- 윤태희 : 좌훈방 가게 손님 3 역
- 장지용 : 자동차 회사 변호사 역
- 신치영 : 수경 변호사 역
- 임동민 : 판사 역
- 박소정 : 현지 역
- 권려원 : 윤미 역
- 이은조 : 조리원 아기 엄마 역
- 서창우 : 조리원 아기 아빠 역
- 최선중 : 외삼촌 역
- 최정현 : 속옷 가게 직원 역
- 뽀맘 : 리코더 강사 역
- 배종점 : 야채 가게 직원 역
- 강병철 : 깁스 의사 역
- 유수민 : 병원 환자 역
- 김동규 : 병원 방문객 역
- 송현지 : 아구찜 가게 손님 역
- 김소라 : 아구찜 가게 손님 역
- 윤형빈 : 호프집 손님 역
- 이채령 : 호프집 손님 역
- 김태윤 : 호프집 손님 역
- 김난영 : 호프집 손님 역
- 김승환 : 마트 남편 역
- 김세영 : 마트 아내 역
- 정서율 : 마트 아이 역
- 서인영 : 마트 손님 역
- 오정민 : 마트 손님 역
- 전현준 : 마트 손님 역
- 김신아 : 신생아 역
- 김지영 : 조리원 엄마 역
- 권도형 : 조리원 아빠 역
- 이태형 : 조리원 아빠 역
- 김진수 : 조리원 아빠 역

## 수상 목록
- 2023년 제43회 한국영화평론가협회상 극영화부문 독립영화지원상 (김세인)
- 2023년 제43회 한국영화평론가협회상 영평 10선 (같은 속옷을 입는 두 여자)
- 2023년 제32회 부일영화상 각본상 (김세인)